# Мертсвиллер
Мертсвиллер (фр. Mertzwiller) — коммуна на северо-востоке Франции в регионе Гранд-Эст (бывший Эльзас — Шампань — Арденны — Лотарингия), департамент Нижний Рейн, округ Агно-Висамбур, кантон Рейшсоффен. До марта 2015 коммуна в составе упразднённого кантона Нидербронн-ле-Бен административно входила в состав упразднённого округа Агно.
Площадь коммуны — 6,96 км², население — 3497 человек (2006) с тенденцией к стабилизации: 3382 человека (2013), плотность населения — 485,9 чел/км².

## Население
Население коммуны в 2011 году составляло 3444 человека, в 2012 году — 3413 человек, а в 2013-м — 3382 человека.
| 1962 | 1968 | 1975 | 1982 | 1990 | 1999 | 2006 | 2008 | 2011 | 2012 | 2013 |
| ---- | ---- | ---- | ---- | ---- | ---- | ---- | ---- | ---- | ---- | ---- |
| 2692 | 2948 | 3282 | 3408 | 3524 | 3507 | 3497 | 3511 | 3444 | 3413 | 3382 |

Динамика населения:

## Экономика
В 2010 году из 2256 человек трудоспособного возраста (от 15 до 64 лет) 1599 были экономически активными, 657 — неактивными (показатель активности 70,9 %, в 1999 году — 71,4 %). Из 1599 активных трудоспособных жителей работали 1415 человек (771 мужчина и 644 женщины), 184 числились безработными (75 мужчин и 109 женщин). Среди 657 трудоспособных неактивных граждан 162 были учениками либо студентами, 236 — пенсионерами, а ещё 259 — были неактивны в силу других причин.

## Достопримечательности (фотогалерея)
- Осенью
- Зимой
- Вид с реки
- Церковь Сен-Мишель
- Интерьер
- Фрагмент распятия
- Статуя Сен-мишель убивает дракона